# Mikołaj Rusin
Mikołaj Rusin (? – † ok. 1375) – drugi biskup przemyski, sufragan gnieźnieński. Dominikanin, przeor dominikańskiego klasztoru w Sandomierzu. Został prekonizowany biskupem przemyskim w dniu 18 stycznia 1353, rządów w diecezji przemyskiej jednak nie objął. Początkowo rezydował na dworze papieskim w Awinionie, a następnie w latach 1357–1365 pełnił funkcję biskupa sufragana gnieźnieńskiego. Był także opatem w Trzemesznie.